# آلفرد وورر
آلفرد وورر (آلمانی: Alfred Vohrer؛ ۲۹ دسامبر ۱۹۱۴ – ۳ فوریهٔ ۱۹۸۶) کارگردان فیلم و بازیگر اهل آلمان بود.

## فیلم‌شناسی
- در میان کرکس‌ها
- درک (مجموعه تلویزیونی، ۲۸ قسمت)
- روباه پیر (مجموعه تلویزیونی، ۱۲ قسمت)